# Richelieu (cuirassé de 1873)
Pour les autres navires du même nom, voir Richelieu (navire).
Le Richelieu est un cuirassé à coque en bois et blindage de la Marine nationale française en service entre 1873 et 1901.
Il est baptisé du nom du cardinal de Richelieu qui reconstruisit la Marine Royale après les Guerres de Religion.

## Conception
Ses plans furent réalisés par l'ingénieur Berrier Fontaine et dérivaient de ceux de la classe Océan.
La guerre franco-prussienne de 1870 interrompit  sa construction.
Il fut lancé en décembre 1873.

## Carrière
Opérant principalement en Méditerranée, un incendie se déclare le 29 décembre 1880 alors qu'il est à Toulon. Le navire est volontairement sabordé pour éteindre l'incendie. Il est renfloué.

## Commandants
- Jules Melchior, de 1891 à 1892[2].